# Mohni
Mohni est une petite île estonienne du golfe de Finlande d'une superficie de 61,5 hectares. 
Elle se trouve au bout du Cap Purekkari (es), à 4,5 km au nord-est de Viinistu dans la péninsule de Pärispea. 
L'île fait partie de la commune de Kuusalu dans le comté de Harju. 
L'île est située sur le territoire du village de Viinistu dans le parc national de Lahemaa
Le phare est une propriété privée située sur le cap nord-ouest de l'île.

## Géographie
L'île de Mohni mesure 2,3 km de long et 250 mètres de large. 
L'île est allongée dans la direction nord-ouest-sud-est. 
La longueur du littoral est d'environ 7,48 km.
Le plus gros rocher de l'île est le rocher Jaanitule kivi (et). Il y a beaucoup de petits rochers autour de l'île, la plupart d'entre eux sont situés du côté nord de l'île dans des eaux peu profondes.
La majeure partie de la côte de l'île est rocheuse, mais il y a aussi des plages de sable sur les côtes nord et sud. La plage nord est généralement basse, la plage sud est escarpée. Le fond marin y descend également fortement et la profondeur de l'eau est de plus de 50 mètres à 200 mètres de la plage.
Sur l'île poussent le genévrier,  Le tilleul commun le pin et le sorbier.
Le 19 janvier 2023, le gouvernement a ajouté Mohni à la liste des petites îles avec un établissement permanent, car cinq habitants ont été enregistrés sur l'île selon le registre de la population. 
En réalité, deux personnes vivent en permanence sur l'île - le gardien de l'île et sa femme,,.

## Personnalités liées
- Kristiina Ehin (1977-), poétesse estonienne y vit

## Galerie

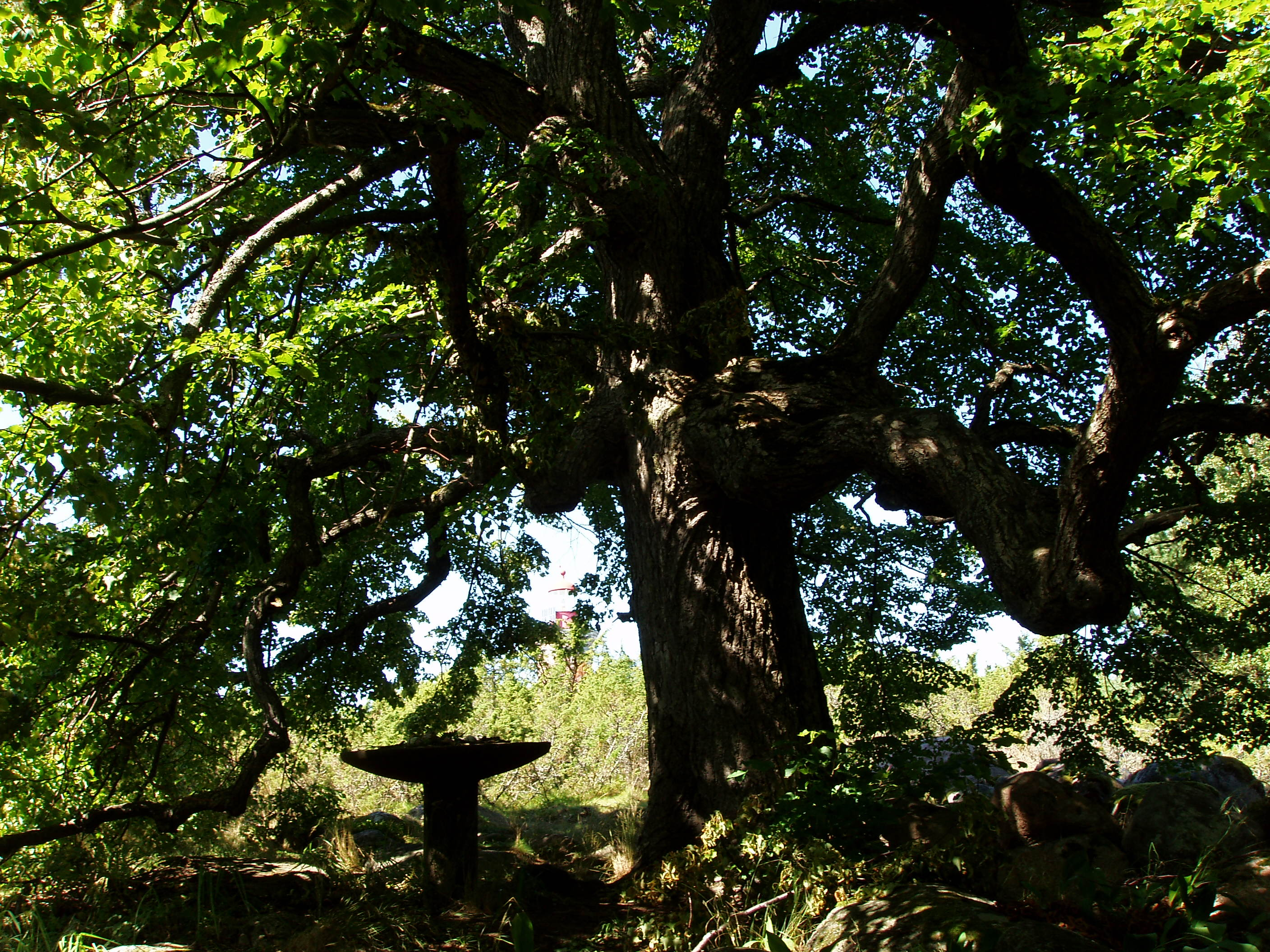
Tilleul de Mohni
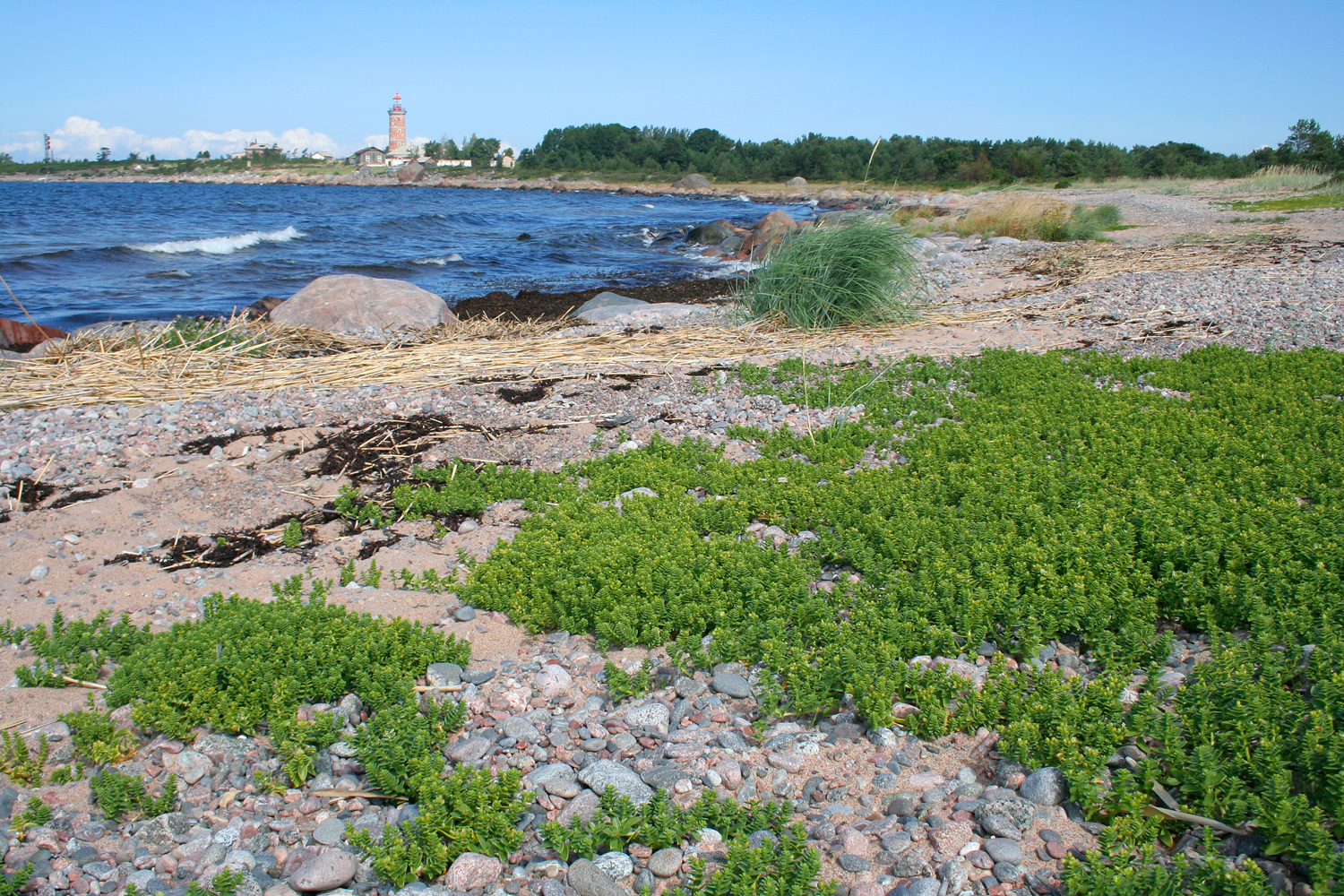
Côte
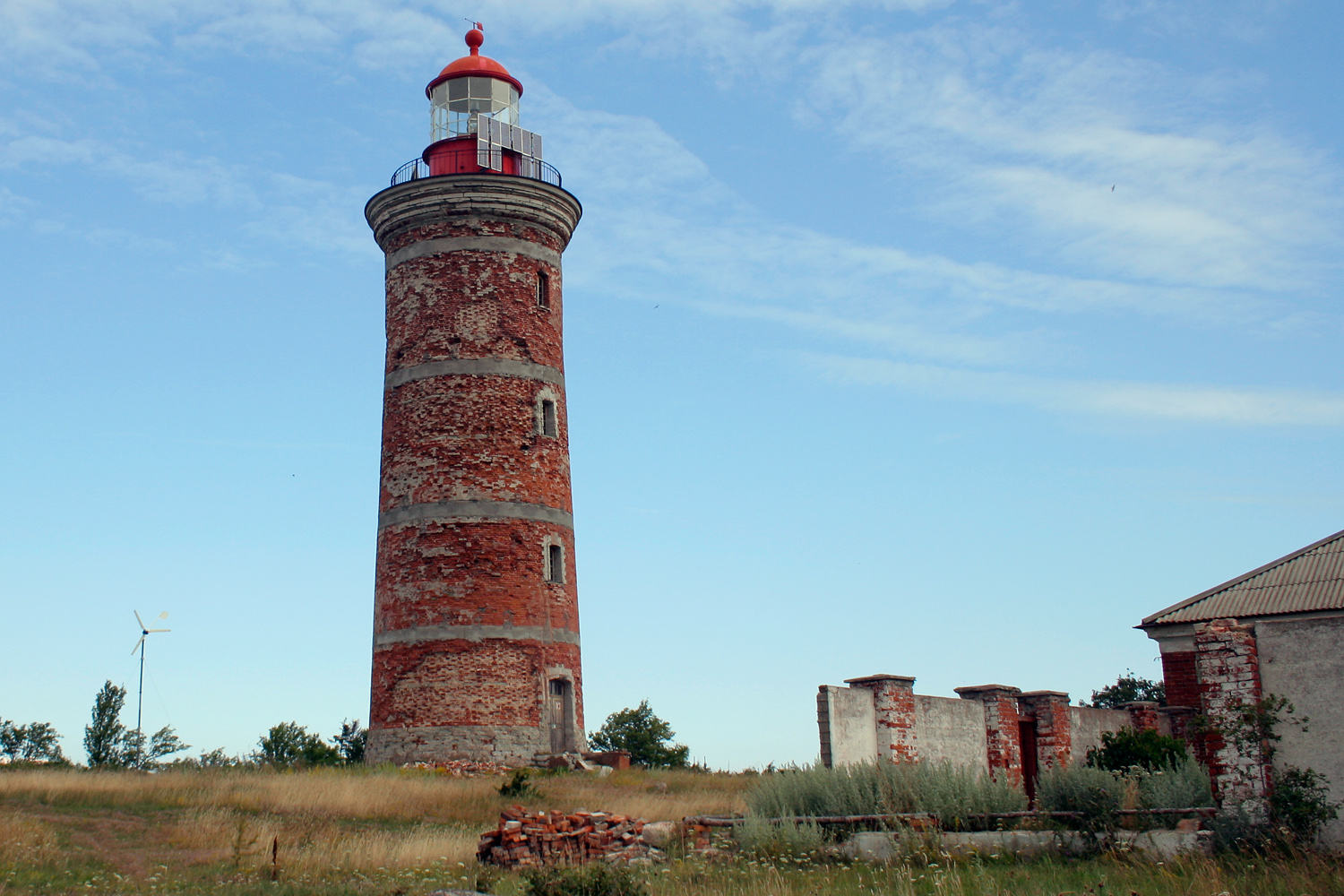
Phare de Mohni
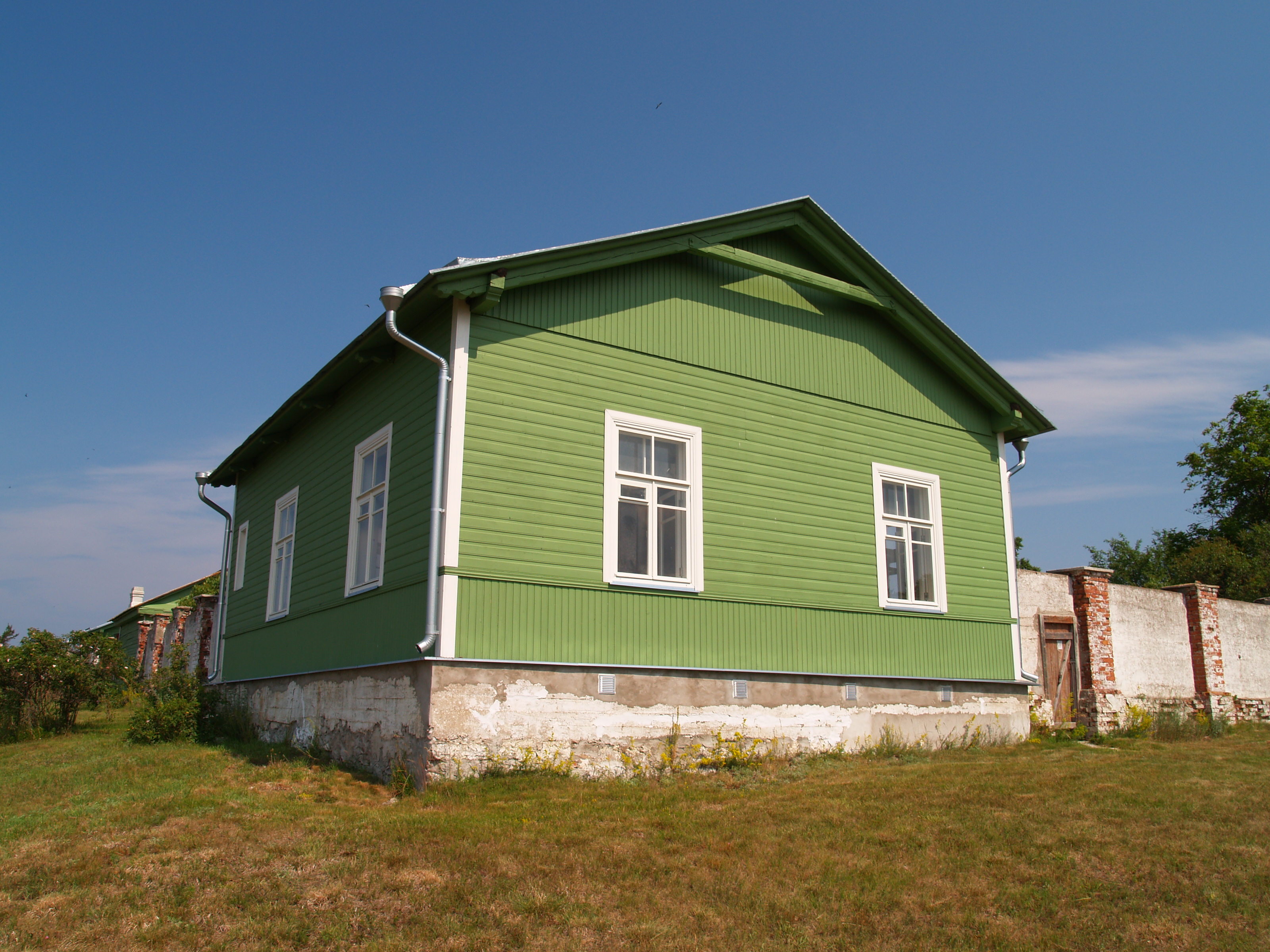
Dépendance du phare de Mohni.
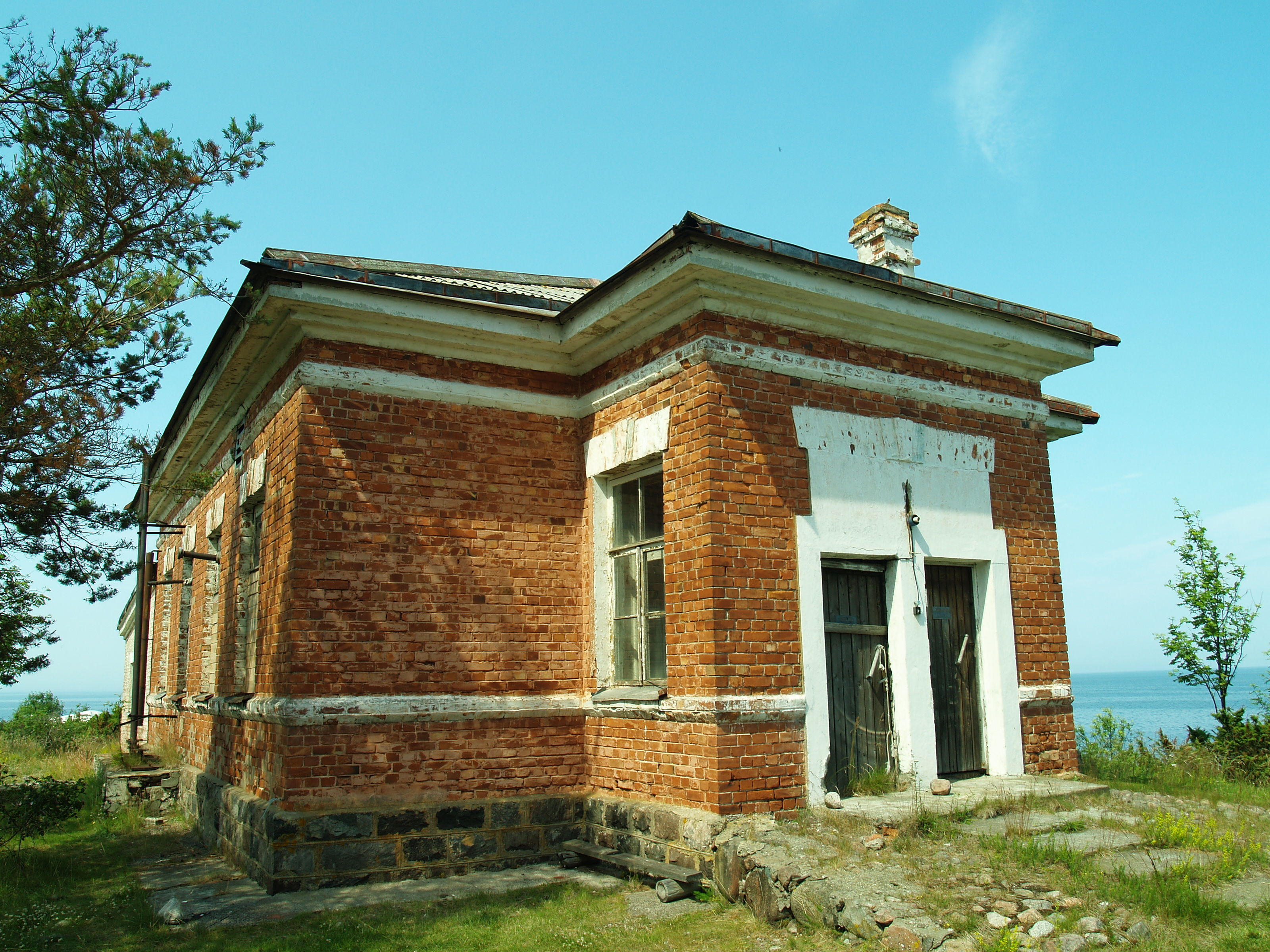
Dépendance du phare de Mohni.